# 卿渐伟
卿渐伟（1959年4月—），男，湖南省沅江市南大膳镇人，中华人民共和国政治人物。湖南省财会学校毕业，大学毕业，高级会计师。

## 生平
1976年10月参加工作，1979年5月加入中国共产党。历任湖南省财政厅预算处干事、副处长、处长，副厅长；湖南省地方税务局局长。2007年5月，任中共常德市委副书记、市人民政府代市长，2008年1月正式当选市长。2008年12月，任中共常德市委书记。2013年3月，任中共岳阳市委书记。2015年6月，调任中共湖南省委副秘书长。
2017年1月，当选湖南省政协秘书长。直到2023年1月卸任。